# Waldheim (Solingen)
Waldheim ist eine Ortslage im Solinger Stadtbezirk Mitte. Als Waldheim wurde im 19. Jahrhundert die ehemalige Schule am Jakobshäuschen bezeichnet, der Name der Schule ging später auch auf den dort entstandenen Wohnort entlang der Mangenberger Straße über.

## Geographie
Waldheim liegt auf dem Höhenrücken südlich des Viehbachtales im Westen des Solinger Stadtbezirks Mitte an der Mangenberger Straße. Der Standort der einstigen Schule war gegenüber der Einmündung der Maschinenstraße, die nach Süden hinunter nach Kotten führt. Nördlich, auf der anderen Seite des Viehbachs, befinden sich Unten- und Mittelgönrath. Dort verläuft außerdem die zur Kraftfahrstraße ausgebaute Landesstraße 141 n (L 141n/Viehbachtalstraße). Südwestlich liegen Jakobshäuschen und Geilenberg. Im Osten liegt Bellenhäuschen.

## Geschichte
Die Schule Jakobshäuschen, die später als Waldheim bezeichnet wurde, ist zu Beginn des 19. Jahrhunderts von Eltern gegründet worden. Im Jahre 1811 ging sie an die Gemeinde Höhscheid über. Aufgrund ihrer Lage im Grenzbereich verschiedener Gemeinden des oberen Kreises Solingen, zog die Schule von Anfang an Schüler aus vier Orten an: Dorp, Höhscheid, Wald und Merscheid. Die Schule wurde auch als Prozentschule bezeichnet, da jede Gemeinde entsprechend ihrem Nutzungsanteil die Unterhaltungskosten der Schule zu tragen hatte.
Die Topographische Aufnahme der Rheinlande von 1824 verzeichnet den Ort nicht und die Preußische Uraufnahme von 1844 verzeichnet ihn als Schule von Waldheim. In der Topographischen Karte des Regierungsbezirks Düsseldorf von 1871 ist der Ort hingegen nicht verzeichnet. Er erscheint weiterhin in der Ausgabe 1893 des Messtischblatts Solingen der amtlichen Topografischen Karte 1:25.000 auf Kartenwerken als Waldheim beschriftet. 
Nach Gründung der Bürgermeistereien im Jahre 1815 gehörte Waldheim zur Bürgermeisterei Wald innerhalb des Kreises Solingen, dort lag es in der Flur IV. (Gönrath). Die Gemeinde- und Gutbezirksstatistik der Rheinprovinz führt den Ort 1871 mit drei Wohnhäusern und 26 Einwohnern auf. Im Gemeindelexikon für die Provinz Rheinland von 1888 werden für Waldheim vier Wohnhäuser mit 34 Einwohnern angegeben.
Mit der Städtevereinigung zu Groß-Solingen im Jahre 1929 wurde Waldheim ein Ortsteil Solingens. Später verschwand die Ortsbezeichnung von den Solinger Stadtplänen, teilweise war sie bereits ab 1939, in anderen Stadtplänen ab dem Jahre 1964, nicht mehr zu lesen.